# Греј (Луизијана)
Греј (енгл. Gray) насељено је место без административног статуса у америчкој савезној држави Луизијана.

## Демографија
По попису из 2010. године број становника је 5.584, што је 626 (12,6%) становника више него 2000. године.
| Група             | 2000.         | 2010.         |
| Белци             | 2.893 (58,4%) | 3.025 (54,2%) |
| Афроамериканци    | 1.812 (36,5%) | 2.117 (37,9%) |
| Азијати           | 18 (0,4%)     | 56 (1,0%)     |
| Хиспаноамериканци | 74 (1,5%)     | 151 (2,7%)    |
| Укупно            | 4.958         | 5.584         |